# Municipio de Madison (condado de Allen)
El municipio de Madison (en inglés: Madison Township) es un municipio ubicado en el condado de Allen en el estado estadounidense de Indiana. En el año 2010 tenía una población de 1771 habitantes y una densidad poblacional de 18,69 personas por km².

## Geografía
El municipio de Madison se encuentra ubicado en las coordenadas 40°57′48″N 84°56′24″O / 40.96333, -84.94000. Según la Oficina del Censo de los Estados Unidos, el municipio tiene una superficie total de 94.75 km², de la cual 94,75 km² corresponden a tierra firme y (0 %) 0 km² es agua.

## Demografía
Según el censo de 2010, había 1771 personas residiendo en el municipio de Madison. La densidad de población era de 18,69 hab./km². De los 1771 habitantes, el municipio de Madison estaba compuesto por el 98,14 % blancos, el 0,17 % eran afroamericanos, el 0,56 % eran amerindios, el 0,06 % eran asiáticos, el 0,45 % eran de otras razas y el 0,62 % eran de una mezcla de razas. Del total de la población el 1,47 % eran hispanos o latinos de cualquier raza.